# Aubrey de Vere (10e comte d'Oxford)
Pour les articles homonymes, voir Aubrey de Vere.
Aubrey de Vere est un baron anglais né vers 1338/1340 et mort le 15 février 1400. Dixième comte d'Oxford, il joue un rôle important dans les premières années du règne de Richard II.

## Biographie
Aubrey de Vere est le troisième fils de John de Vere (1312-1360), 7e comte d'Oxford, et de Maud de Badlesmere (morte en 1366), fille de Bartholomew de Badlesmere.
En 1360, il devient intendant de la forêt royale de Havering, dans l’Essex. Il se met au service du Prince noir, avec une pension substantielle. Après l'avoir servi en Aquitaine et en Castille, il est fait chevalier en 1367 et devient un membre permanent de la maisonnée du prince, qui le nomme connétable du château de Wallingford en 1375 (trois ans plus tard, il l'échange contre le château de Hadleigh). Après la mort du Prince noir, il est confirmé dans ses fonctions et ses revenus par son fils Richard.
Richard devient roi d'Angleterre sous le nom de Richard II en 1377, à l'âge de dix ans. Aubrey de Vere, qui est bien vu de la  mère du roi Jeanne de Kent, joue un rôle important dans le gouvernement du royaume d'Angleterre durant les premières années de son règne. Il devient chambellan en 1381 et participe aux négociations du mariage du roi avec Anne de Bohême. Il s'efforce d'accroître les domaines de la famille de Vere dans l'Essex au profit de son neveu, le comte Robert de Vere.
En 1388, Robert de Vere est condamné pour trahison et déchu de ses titres par le Parlement. Aubrey perd son poste de chambellan et sa place dans la maison du roi. Toutefois, après la mort de Robert en 1393, le roi lui restitue le titre de comte d'Oxford, dont il est l'héritier légitime. Le comte ne parvient cependant pas à récupérer son poste de chambellan, malgré deux appels au Parlement en 1394 et 1397.
Le fils d’Aubrey, Richard de Vere, devient comte d’Oxford à la mort de son père.

## Mariages et descendance
Aubrey de Vere épouse Alice Fitzwalter (morte le 11 mai 1400), fille de John Fitzwalter (mort en 1361). Ils ont trois enfants :
- Richard (1385-1417), 11e comte d'Oxford ;
- John ;
- Alice.